# Billy Wright
William Ambrose Wright, detto Billy (Ironbridge, 6 febbraio 1924 – Londra, 3 settembre 1994) è stato un calciatore e allenatore di calcio inglese, di ruolo centromediano.
Morì di cancro allo stomaco nel 1994, all'età di settant'anni.
All'esterno del Molineux Stadium, da sempre campo di gioco dei Wolverhampton Wanderers, è stata eretta una statua in suo onore.

## Caratteristiche tecniche
Schierato inizialmente come mezzala offensiva, Wright interpretò anche numerosi ruoli nel reparto difensivo, soprattutto quello di centromediano.
Celebre per la precisione nel passaggio, non fu mai ammonito né espulso nelle sue 541 partite di campionato né nelle 105 partite che disputò con la Nazionale.

## Carriera

### Giocatore

#### Club
Wright entrò nei Wolverhampton Wanderers, unica squadra della sua carriera, nel 1934, giocando nelle giovanili. Fece il suo esordio in prima squadra nel 1939 a soli quindici anni.

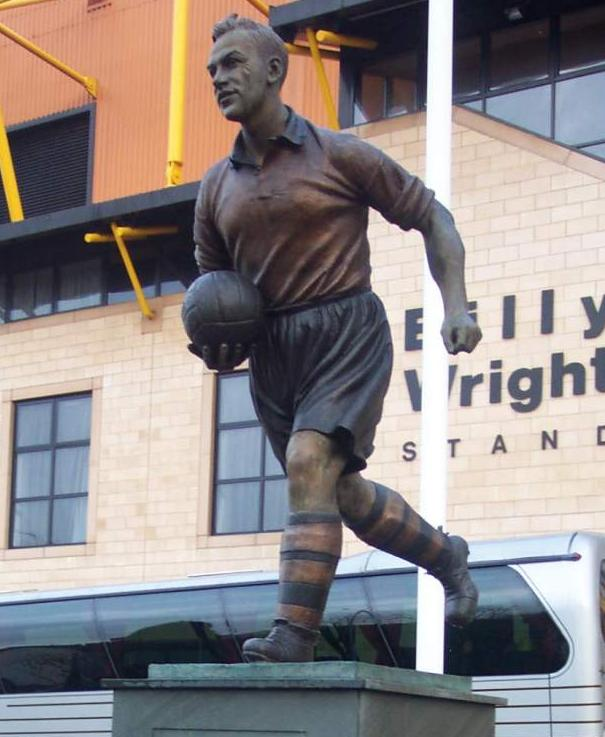
La statua a Billy Wright

Negli anni immediatamente successivi alla Seconda guerra mondiale divenne stabilmente il capitano dei Wolves, coi quali vinse la FA Cup nel 1949 e i titoli nazionali nel 1954, 1958 e nel 1959. Nel mezzo, nel 1957 si classificò secondo nella graduatoria del Pallone d'oro, alle spalle di Alfredo Di Stéfano.

#### Nazionale
Esordì in nazionale il 28 settembre 1946 contro l'Irlanda del Nord; guadagnò anche in Nazionale la fascia di capitano, guidando gli atleti in casacca bianca ai mondiali del 1950, del 1954 e del 1958.
Fu il primo giocatore inglese a raggiungere le 100 presenze in nazionale. Nel 1959, all'età di trentacinque anni, lasciò la Nazionale dopo averne indossato la maglia per 105 volte, 90 delle quali con la fascia di capitano al braccio.

### Allenatore
Dopo essere stato allenatore dell'Arsenal fra il 1962 e il 1966, ricoprì per un periodo il ruolo di commentatore televisivo e quindi ritornò a Wolverhampton entrando a far parte della dirigenza della sua ex squadra.

## Statistiche

### Cronologia presenze e reti in nazionale
| Cronologia completa delle presenze e delle reti in nazionale ― Inghilterra | Cronologia completa delle presenze e delle reti in nazionale ― Inghilterra | Cronologia completa delle presenze e delle reti in nazionale ― Inghilterra | Cronologia completa delle presenze e delle reti in nazionale ― Inghilterra | Cronologia completa delle presenze e delle reti in nazionale ― Inghilterra | Cronologia completa delle presenze e delle reti in nazionale ― Inghilterra | Cronologia completa delle presenze e delle reti in nazionale ― Inghilterra | Cronologia completa delle presenze e delle reti in nazionale ― Inghilterra |
| Data                                                                       | Città                                                                      | In casa                                                                    | Risultato                                                                  | Ospiti                                                                     | Competizione                                                               | Reti                                                                       | Note                                                                       |
| -------------------------------------------------------------------------- | -------------------------------------------------------------------------- | -------------------------------------------------------------------------- | -------------------------------------------------------------------------- | -------------------------------------------------------------------------- | -------------------------------------------------------------------------- | -------------------------------------------------------------------------- | -------------------------------------------------------------------------- |
| 28-9-1946                                                                  | Belfast                                                                    | Irlanda del Nord                                                           | 2 – 7                                                                      | Inghilterra                                                                | Torneo Interbritannico 1946                                                | -                                                                          |                                                                            |
| 30-9-1946                                                                  | Dublino                                                                    | Irlanda                                                                    | 0 – 1                                                                      | Inghilterra                                                                | Amichevole                                                                 | -                                                                          |                                                                            |
| 13-11-1946                                                                 | Manchester                                                                 | Inghilterra                                                                | 3 – 0                                                                      | Galles                                                                     | Torneo Interbritannico 1946                                                | -                                                                          |                                                                            |
| 27-11-1946                                                                 | Huddersfield                                                               | Inghilterra                                                                | 8 – 2                                                                      | Paesi Bassi                                                                | Amichevole                                                                 | -                                                                          |                                                                            |
| 12-4-1947                                                                  | Londra                                                                     | Inghilterra                                                                | 1 – 1                                                                      | Scozia                                                                     | Torneo Interbritannico 1946                                                | -                                                                          |                                                                            |
| 3-5-1947                                                                   | Londra                                                                     | Inghilterra                                                                | 3 – 0                                                                      | Francia                                                                    | Amichevole                                                                 | -                                                                          |                                                                            |
| 18-5-1947                                                                  | Zurigo                                                                     | Svizzera                                                                   | 1 – 0                                                                      | Inghilterra                                                                | Amichevole                                                                 | -                                                                          |                                                                            |
| 25-5-1947                                                                  | Oeiras                                                                     | Portogallo                                                                 | 0 – 10                                                                     | Inghilterra                                                                | Amichevole                                                                 | -                                                                          |                                                                            |
| 21-9-1947                                                                  | Bruxelles                                                                  | Belgio                                                                     | 2 – 5                                                                      | Inghilterra                                                                | Amichevole                                                                 | -                                                                          |                                                                            |
| 18-10-1947                                                                 | Cardiff                                                                    | Galles                                                                     | 0 – 3                                                                      | Inghilterra                                                                | Torneo Interbritannico 1947                                                | -                                                                          |                                                                            |
| 5-11-1947                                                                  | Liverpool                                                                  | Inghilterra                                                                | 2 – 2                                                                      | Irlanda del Nord                                                           | Torneo Interbritannico 1947                                                | -                                                                          |                                                                            |
| 19-11-1947                                                                 | Londra                                                                     | Inghilterra                                                                | 4 – 2                                                                      | Svezia                                                                     | Amichevole                                                                 | -                                                                          |                                                                            |
| 10-4-1948                                                                  | Glasgow                                                                    | Scozia                                                                     | 0 – 2                                                                      | Inghilterra                                                                | Torneo Interbritannico 1947                                                | -                                                                          |                                                                            |
| 16-5-1948                                                                  | Torino                                                                     | Italia                                                                     | 0 – 4                                                                      | Inghilterra                                                                | Amichevole                                                                 | -                                                                          |                                                                            |
| 26-9-1948                                                                  | Copenaghen                                                                 | Danimarca                                                                  | 0 – 0                                                                      | Inghilterra                                                                | Amichevole                                                                 | -                                                                          |                                                                            |
| 9-10-1948                                                                  | Belfast                                                                    | Irlanda del Nord                                                           | 2 – 6                                                                      | Inghilterra                                                                | Torneo Interbritannico 1948                                                | -                                                                          | cap.                                                                       |
| 10-11-1948                                                                 | Birmingham                                                                 | Inghilterra                                                                | 1 – 0                                                                      | Galles                                                                     | Torneo Interbritannico 1948                                                | -                                                                          | cap.                                                                       |
| 2-12-1948                                                                  | Londra                                                                     | Inghilterra                                                                | 6 – 0                                                                      | Svizzera                                                                   | Amichevole                                                                 | -                                                                          | cap.                                                                       |
| 9-4-1949                                                                   | Londra                                                                     | Inghilterra                                                                | 1 – 3                                                                      | Scozia                                                                     | Torneo Interbritannico 1949                                                | -                                                                          | cap.                                                                       |
| 13-5-1949                                                                  | Solna                                                                      | Svezia                                                                     | 3 – 1                                                                      | Inghilterra                                                                | Amichevole                                                                 | -                                                                          | cap.                                                                       |
| 18-5-1949                                                                  | Oslo                                                                       | Norvegia                                                                   | 1 – 4                                                                      | Inghilterra                                                                | Amichevole                                                                 | -                                                                          | cap.                                                                       |
| 22-5-1949                                                                  | Colombes                                                                   | Francia                                                                    | 1 – 3                                                                      | Inghilterra                                                                | Amichevole                                                                 | 1                                                                          | cap.                                                                       |
| 21-9-1949                                                                  | Liverpool                                                                  | Inghilterra                                                                | 0 – 2                                                                      | Irlanda                                                                    | Amichevole                                                                 | -                                                                          | cap.                                                                       |
| 15-10-1949                                                                 | Cardiff                                                                    | Galles                                                                     | 1 – 4                                                                      | Inghilterra                                                                | Qual. Mondiali 1950                                                        | -                                                                          | cap.                                                                       |
| 16-11-1949                                                                 | Manchester                                                                 | Inghilterra                                                                | 9 – 2                                                                      | Irlanda del Nord                                                           | Qual. Mondiali 1950                                                        | -                                                                          | cap.                                                                       |
| 30-11-1949                                                                 | Londra                                                                     | Inghilterra                                                                | 2 – 0                                                                      | Italia                                                                     | Amichevole                                                                 | 1                                                                          | cap.                                                                       |
| 15-4-1950                                                                  | Glasgow                                                                    | Scozia                                                                     | 0 – 1                                                                      | Inghilterra                                                                | Qual. Mondiali 1950                                                        | -                                                                          | cap.                                                                       |
| 14-5-1950                                                                  | Oeiras                                                                     | Portogallo                                                                 | 3 – 5                                                                      | Inghilterra                                                                | Amichevole                                                                 | -                                                                          | cap.                                                                       |
| 18-5-1950                                                                  | Bruxelles                                                                  | Belgio                                                                     | 1 – 4                                                                      | Inghilterra                                                                | Amichevole                                                                 | -                                                                          | cap.                                                                       |
| 25-6-1950                                                                  | Rio de Janeiro                                                             | Cile                                                                       | 0 – 2                                                                      | Inghilterra                                                                | Mondiali 1950 - 1º turno                                                   | -                                                                          | cap.                                                                       |
| 29-6-1950                                                                  | Belo Horizonte                                                             | Stati Uniti                                                                | 1 – 0                                                                      | Inghilterra                                                                | Mondiali 1950 - 1º turno                                                   | -                                                                          | cap.                                                                       |
| 2-7-1950                                                                   | Rio de Janeiro                                                             | Inghilterra                                                                | 0 – 1                                                                      | Spagna                                                                     | Mondiali 1950 - 1º turno                                                   | -                                                                          | cap.                                                                       |
| 7-10-1950                                                                  | Belfast                                                                    | Irlanda del Nord                                                           | 1 – 4                                                                      | Inghilterra                                                                | Torneo Interbritannico 1950                                                | 1                                                                          | cap.                                                                       |
| 14-4-1951                                                                  | Londra                                                                     | Inghilterra                                                                | 2 – 3                                                                      | Scozia                                                                     | Torneo Interbritannico 1950                                                | -                                                                          | cap.                                                                       |
| 9-5-1951                                                                   | Londra                                                                     | Inghilterra                                                                | 2 – 1                                                                      | Argentina                                                                  | Amichevole                                                                 | -                                                                          | cap.                                                                       |
| 3-10-1951                                                                  | Londra                                                                     | Inghilterra                                                                | 2 – 2                                                                      | Francia                                                                    | Amichevole                                                                 | -                                                                          | cap.                                                                       |
| 20-10-1951                                                                 | Cardiff                                                                    | Galles                                                                     | 1 – 1                                                                      | Inghilterra                                                                | Torneo Interbritannico 1951                                                | -                                                                          | cap.                                                                       |
| 14-11-1951                                                                 | Birmingham                                                                 | Inghilterra                                                                | 2 – 0                                                                      | Irlanda del Nord                                                           | Torneo Interbritannico 1951                                                | -                                                                          | cap.                                                                       |
| 28-11-1951                                                                 | Londra                                                                     | Inghilterra                                                                | 2 – 2                                                                      | Austria                                                                    | Amichevole                                                                 | -                                                                          | cap.                                                                       |
| 5-4-1952                                                                   | Glasgow                                                                    | Scozia                                                                     | 1 – 2                                                                      | Inghilterra                                                                | Torneo Interbritannico 1951                                                | -                                                                          | cap.                                                                       |
| 18-5-1952                                                                  | Firenze                                                                    | Italia                                                                     | 1 – 1                                                                      | Inghilterra                                                                | Amichevole                                                                 | -                                                                          | cap.                                                                       |
| 25-5-1952                                                                  | Vienna                                                                     | Austria                                                                    | 2 – 3                                                                      | Inghilterra                                                                | Amichevole                                                                 | -                                                                          | cap.                                                                       |
| 28-5-1952                                                                  | Zurigo                                                                     | Svizzera                                                                   | 0 – 3                                                                      | Inghilterra                                                                | Amichevole                                                                 | -                                                                          | cap.                                                                       |
| 4-10-1952                                                                  | Belfast                                                                    | Irlanda del Nord                                                           | 2 – 2                                                                      | Inghilterra                                                                | Torneo Interbritannico 1952                                                | -                                                                          | cap.                                                                       |
| 12-11-1952                                                                 | Londra                                                                     | Inghilterra                                                                | 5 – 2                                                                      | Galles                                                                     | Torneo Interbritannico 1952                                                | -                                                                          | cap.                                                                       |
| 26-11-1952                                                                 | Londra                                                                     | Inghilterra                                                                | 5 – 0                                                                      | Belgio                                                                     | Amichevole                                                                 | -                                                                          | cap.                                                                       |
| 18-4-1953                                                                  | Londra                                                                     | Inghilterra                                                                | 2 – 2                                                                      | Scozia                                                                     | Torneo Interbritannico 1952                                                | -                                                                          | cap.                                                                       |
| 17-5-1953                                                                  | Buenos Aires                                                               | Argentina                                                                  | 0 – 0                                                                      | Inghilterra                                                                | Amichevole                                                                 | -                                                                          | cap.                                                                       |
| 24-5-1953                                                                  | Ñuñoa                                                                      | Cile                                                                       | 1 – 2                                                                      | Inghilterra                                                                | Amichevole                                                                 | -                                                                          | cap.                                                                       |
| 31-5-1953                                                                  | Montevideo                                                                 | Uruguay                                                                    | 2 – 1                                                                      | Inghilterra                                                                | Amichevole                                                                 | -                                                                          | cap.                                                                       |
| 8-6-1953                                                                   | New York City                                                              | Stati Uniti                                                                | 3 – 6                                                                      | Inghilterra                                                                | Amichevole                                                                 | -                                                                          | cap.                                                                       |
| 10-10-1953                                                                 | Cardiff                                                                    | Galles                                                                     | 1 – 4                                                                      | Inghilterra                                                                | Qual. Mondiali 1954                                                        | -                                                                          | cap.                                                                       |
| 21-10-1953                                                                 | Londra                                                                     | Inghilterra                                                                | 4 – 4                                                                      | Resto d'Europa                                                             | Amichevole                                                                 | -                                                                          | cap.                                                                       |
| 11-11-1953                                                                 | Liverpool                                                                  | Inghilterra                                                                | 3 – 1                                                                      | Irlanda del Nord                                                           | Qual. Mondiali 1954                                                        | -                                                                          | cap.                                                                       |
| 25-11-1953                                                                 | Londra                                                                     | Inghilterra                                                                | 3 – 6                                                                      | Ungheria                                                                   | Amichevole                                                                 | -                                                                          | cap.                                                                       |
| 3-4-1954                                                                   | Glasgow                                                                    | Scozia                                                                     | 2 – 4                                                                      | Inghilterra                                                                | Qual. Mondiali 1954                                                        | -                                                                          | cap.                                                                       |
| 16-5-1954                                                                  | Belgrado                                                                   | Jugoslavia                                                                 | 1 – 0                                                                      | Inghilterra                                                                | Amichevole                                                                 | -                                                                          | cap.                                                                       |
| 23-5-1954                                                                  | Budapest                                                                   | Ungheria                                                                   | 7 – 1                                                                      | Inghilterra                                                                | Amichevole                                                                 | -                                                                          | cap.                                                                       |
| 17-6-1954                                                                  | Basilea                                                                    | Belgio                                                                     | 4 – 4                                                                      | Inghilterra                                                                | Mondiali 1954 - 1º turno                                                   | -                                                                          | cap.                                                                       |
| 20-6-1954                                                                  | Berna                                                                      | Svizzera                                                                   | 0 – 2                                                                      | Inghilterra                                                                | Mondiali 1954 - 1º turno                                                   | -                                                                          | cap.                                                                       |
| 26-6-1954                                                                  | Basilea                                                                    | Inghilterra                                                                | 2 – 4                                                                      | Uruguay                                                                    | Mondiali 1954 - Quarti di finale                                           | -                                                                          | cap.                                                                       |
| 2-10-1954                                                                  | Belfast                                                                    | Irlanda del Nord                                                           | 0 – 2                                                                      | Inghilterra                                                                | Torneo Interbritannico 1954                                                | -                                                                          | cap.                                                                       |
| 10-11-1954                                                                 | Londra                                                                     | Inghilterra                                                                | 3 – 2                                                                      | Galles                                                                     | Torneo Interbritannico 1954                                                | -                                                                          | cap.                                                                       |
| 1-12-1954                                                                  | Londra                                                                     | Inghilterra                                                                | 3 – 1                                                                      | Germania Ovest                                                             | Amichevole                                                                 | -                                                                          | cap.                                                                       |
| 2-4-1955                                                                   | Londra                                                                     | Inghilterra                                                                | 7 – 2                                                                      | Scozia                                                                     | Torneo Interbritannico 1954                                                | -                                                                          | cap.                                                                       |
| 15-5-1955                                                                  | Colombes                                                                   | Francia                                                                    | 1 – 0                                                                      | Inghilterra                                                                | Amichevole                                                                 | -                                                                          | cap.                                                                       |
| 18-5-1955                                                                  | Madrid                                                                     | Spagna                                                                     | 1 – 1                                                                      | Inghilterra                                                                | Amichevole                                                                 | -                                                                          | cap.                                                                       |
| 22-5-1955                                                                  | Porto                                                                      | Portogallo                                                                 | 3 – 1                                                                      | Inghilterra                                                                | Amichevole                                                                 | -                                                                          | cap.                                                                       |
| 2-10-1955                                                                  | Copenaghen                                                                 | Danimarca                                                                  | 1 – 5                                                                      | Inghilterra                                                                | Amichevole                                                                 | -                                                                          | cap.                                                                       |
| 22-10-1955                                                                 | Cardiff                                                                    | Galles                                                                     | 2 – 1                                                                      | Inghilterra                                                                | Torneo Interbritannico 1955                                                | -                                                                          | cap.                                                                       |
| 2-11-1955                                                                  | Londra                                                                     | Inghilterra                                                                | 3 – 0                                                                      | Irlanda del Nord                                                           | Torneo Interbritannico 1955                                                | -                                                                          | cap.                                                                       |
| 30-11-1955                                                                 | Londra                                                                     | Inghilterra                                                                | 4 – 1                                                                      | Spagna                                                                     | Amichevole                                                                 | -                                                                          | cap.                                                                       |
| 14-4-1956                                                                  | Glasgow                                                                    | Scozia                                                                     | 1 – 1                                                                      | Inghilterra                                                                | Torneo Interbritannico 1955                                                | -                                                                          | cap.                                                                       |
| 9-5-1956                                                                   | Londra                                                                     | Inghilterra                                                                | 4 – 2                                                                      | Brasile                                                                    | Amichevole                                                                 | -                                                                          | cap.                                                                       |
| 16-5-1956                                                                  | Solna                                                                      | Svezia                                                                     | 0 – 0                                                                      | Inghilterra                                                                | Amichevole                                                                 | -                                                                          | cap.                                                                       |
| 20-5-1956                                                                  | Helsinki                                                                   | Finlandia                                                                  | 1 – 5                                                                      | Inghilterra                                                                | Amichevole                                                                 | -                                                                          | cap.                                                                       |
| 26-5-1956                                                                  | Berlino                                                                    | Germania Ovest                                                             | 1 – 3                                                                      | Inghilterra                                                                | Amichevole                                                                 | -                                                                          | cap.                                                                       |
| 6-10-1956                                                                  | Belfast                                                                    | Irlanda del Nord                                                           | 1 – 1                                                                      | Inghilterra                                                                | Torneo Interbritannico 1950                                                | -                                                                          | cap.                                                                       |
| 14-11-1956                                                                 | Londra                                                                     | Inghilterra                                                                | 3 – 1                                                                      | Galles                                                                     | Torneo Interbritannico 1956                                                | -                                                                          | cap.                                                                       |
| 28-11-1956                                                                 | Londra                                                                     | Inghilterra                                                                | 3 – 0                                                                      | Jugoslavia                                                                 | Amichevole                                                                 | -                                                                          | cap.                                                                       |
| 5-12-1956                                                                  | Wolverhampton                                                              | Inghilterra                                                                | 5 – 2                                                                      | Danimarca                                                                  | Qual. Mondiali 1958                                                        | -                                                                          | cap.                                                                       |
| 6-4-1957                                                                   | Londra                                                                     | Inghilterra                                                                | 2 – 1                                                                      | Scozia                                                                     | Torneo Interbritannico 1956                                                | -                                                                          | cap.                                                                       |
| 8-5-1957                                                                   | Londra                                                                     | Inghilterra                                                                | 5 – 1                                                                      | Irlanda                                                                    | Qual. Mondiali 1958                                                        | -                                                                          | cap.                                                                       |
| 15-5-1957                                                                  | Copenaghen                                                                 | Danimarca                                                                  | 1 – 4                                                                      | Inghilterra                                                                | Qual. Mondiali 1958                                                        | -                                                                          | cap.                                                                       |
| 19-5-1957                                                                  | Dublino                                                                    | Irlanda                                                                    | 1 – 1                                                                      | Inghilterra                                                                | Qual. Mondiali 1958                                                        | -                                                                          | cap.                                                                       |
| 19-10-1957                                                                 | Cardiff                                                                    | Galles                                                                     | 0 – 4                                                                      | Inghilterra                                                                | Torneo Interbritannico 1957                                                | -                                                                          | cap.                                                                       |
| 6-11-1957                                                                  | Londra                                                                     | Inghilterra                                                                | 2 – 3                                                                      | Irlanda del Nord                                                           | Torneo Interbritannico 1957                                                | -                                                                          | cap.                                                                       |
| 27-11-1957                                                                 | Londra                                                                     | Inghilterra                                                                | 4 – 0                                                                      | Francia                                                                    | Amichevole                                                                 | -                                                                          | cap.                                                                       |
| 19-4-1958                                                                  | Glasgow                                                                    | Scozia                                                                     | 0 – 4                                                                      | Inghilterra                                                                | Torneo Interbritannico 1957                                                | -                                                                          | cap.                                                                       |
| 7-5-1958                                                                   | Londra                                                                     | Inghilterra                                                                | 2 – 1                                                                      | Portogallo                                                                 | Amichevole                                                                 | -                                                                          | cap.                                                                       |
| 11-5-1958                                                                  | Belgrado                                                                   | Jugoslavia                                                                 | 5 – 0                                                                      | Inghilterra                                                                | Amichevole                                                                 | -                                                                          | cap.                                                                       |
| 18-5-1958                                                                  | Mosca                                                                      | Unione Sovietica                                                           | 1 – 1                                                                      | Inghilterra                                                                | Amichevole                                                                 | -                                                                          | cap.                                                                       |
| 8-6-1958                                                                   | Göteborg                                                                   | Inghilterra                                                                | 2 – 2                                                                      | Unione Sovietica                                                           | Mondiali 1958 - 1º turno                                                   | -                                                                          | cap.                                                                       |
| 11-6-1958                                                                  | Göteborg                                                                   | Inghilterra                                                                | 0 – 0                                                                      | Brasile                                                                    | Mondiali 1958 - 1º turno                                                   | -                                                                          | cap.                                                                       |
| 15-6-1958                                                                  | Borås                                                                      | Austria                                                                    | 2 – 2                                                                      | Inghilterra                                                                | Mondiali 1958 - 1º turno                                                   | -                                                                          | cap.                                                                       |
| 17-6-1958                                                                  | Göteborg                                                                   | Inghilterra                                                                | 0 – 1                                                                      | Unione Sovietica                                                           | Mondiali 1958 - Spareggio                                                  | -                                                                          | cap.                                                                       |
| 4-10-1958                                                                  | Belfast                                                                    | Irlanda del Nord                                                           | 3 – 3                                                                      | Inghilterra                                                                | Torneo Interbritannico 1958                                                | -                                                                          | cap.                                                                       |
| 22-10-1958                                                                 | Londra                                                                     | Inghilterra                                                                | 5 – 0                                                                      | Unione Sovietica                                                           | Amichevole                                                                 | -                                                                          | cap.                                                                       |
| 26-11-1958                                                                 | Birmingham                                                                 | Inghilterra                                                                | 2 – 2                                                                      | Galles                                                                     | Torneo Interbritannico 1958                                                | -                                                                          | cap.                                                                       |
| 11-4-1959                                                                  | Londra                                                                     | Inghilterra                                                                | 1 – 0                                                                      | Scozia                                                                     | Torneo Interbritannico 1958                                                | -                                                                          | cap.                                                                       |
| 6-5-1959                                                                   | Londra                                                                     | Inghilterra                                                                | 2 – 2                                                                      | Italia                                                                     | Amichevole                                                                 | -                                                                          | cap.                                                                       |
| 13-5-1959                                                                  | Rio de Janeiro                                                             | Brasile                                                                    | 2 – 0                                                                      | Inghilterra                                                                | Amichevole                                                                 | -                                                                          | cap.                                                                       |
| 17-5-1959                                                                  | Lima                                                                       | Perù                                                                       | 4 – 1                                                                      | Inghilterra                                                                | Amichevole                                                                 | -                                                                          | cap.                                                                       |
| 24-5-1959                                                                  | Città del Messico                                                          | Messico                                                                    | 2 – 1                                                                      | Inghilterra                                                                | Amichevole                                                                 | -                                                                          | cap.                                                                       |
| 28-5-1959                                                                  | Los Angeles                                                                | Stati Uniti                                                                | 1 – 8                                                                      | Inghilterra                                                                | Amichevole                                                                 | -                                                                          | cap.                                                                       |
| Totale                                                                     |                                                                            | Presenze (10º posto)                                                       | 105                                                                        |                                                                            | Reti                                                                       | 3                                                                          |                                                                            |

## Palmarès

### Club
- Campionato inglese: 3

Wolverhampton: 1953-1954, 1957-1958, 1958-1959
- Coppa d'Inghilterra: 1

Wolverhampton: 1948-1949
- Charity Shield: 4

Wolverhampton: 1949, 1954, 1959
Inghilterra: 1950

### Individuale
- Giocatore dell'anno della FWA: 1

1952